# غمار صغير العيون
غمار صغير العيون (الاسم العلمي:Gammarus microps) هو نوع من المفصليات يتبع جنس الغمار من الفصيلة الغمارية.